# Kent-Are Antonsen
Kent-Are Antonsen (Storsteinnes, 12 febbraio 1995) è un calciatore norvegese, difensore del Tromsø.

## Caratteristiche tecniche
Di piede mancino, Antonsen viene solitamente impiegato come terzino o esterno di centrocampo, sulla fascia sinistra.

## Carriera

### Club
Antonsen ha cominciato la carriera con la maglia dello Storsteinnes, formazione della sua città natia. Con questa squadra, ha avuto modo di debuttare nella 5. divisjon. Nel 2011, è passato in prestito al Nordkjosbotn, club militante nella 3. divisjon.
Nell'estate 2011, è stato ingaggiato dal Tromsø, che lo ha aggregato alla formazione giovanile. Ha esordito nell'Eliteserien il 29 giugno 2013, sostituendo Lars-Gunnar Johnsen nella sconfitta per 3-1 sul campo dello Strømsgodset. La prima da titolare è stata datata 25 agosto, nella sconfitta per 1-0 contro l'Haugesund: nell'occasione, ha ricevuto i complimenti per la prestazione dai compagni Miika Koppinen e Jarosław Fojut. Il 19 settembre ha debuttato nell'Europa League 2013-2014, subentrando allo stesso Koppinen nella sconfitta per 3-0 contro il Tottenham. A fine stagione, il Tromsø è retrocesso nella 1. divisjon. Il 3 dicembre 2013, ha rinnovato il contratto che lo legava al club per altre tre stagioni.
Il 26 ottobre 2014, il Tromsø ha fatto ufficialmente ritorno in Eliteserien con la vittoria casalinga per 1-0 contro il Fredrikstad, classificandosi matematicamente al secondo posto con un turno d'anticipo. Il 5 giugno successivo ha realizzato la prima rete nella massima divisione locale – nonché primo gol  per il Tromsø – in occasione della vittoria casalinga per 2-0 sul Molde. Il 10 dicembre 2015, dopo aver contribuito alla salvezza della sua squadra, ha ulteriormente rinnovato il contratto che lo legava al club, stavolta fino al 31 dicembre 2018.
Il 20 marzo 2018 ha nuovamente rinnovato l'accordo col Tromsø, fino al 31 dicembre 2020.

### Nazionale
Antonsen ha rappresentato la Norvegia a livello Under-15, Under-16, Under-17 e Under-18.

## Statistiche

### Presenze e reti nei club
Statistiche aggiornate al 21 dicembre 2020.
| Stagione      | Club          | Campionato    | Campionato | Campionato | Coppe nazionali | Coppe nazionali | Coppe nazionali | Coppe continentali | Coppe continentali | Coppe continentali | Supercoppe | Supercoppe | Supercoppe | Totale | Totale |
| Stagione      | Club          | Comp          | Pres       | Reti       | Comp            | Pres            | Reti            | Comp               | Pres               | Reti               | Comp       | Pres       | Reti       | Pres   | Reti   |
| ------------- | ------------- | ------------- | ---------- | ---------- | --------------- | --------------- | --------------- | ------------------ | ------------------ | ------------------ | ---------- | ---------- | ---------- | ------ | ------ |
| 2010          | Storsteinnes  | 5D            | ?          | ?          | CN              | ?               | ?               | -                  | -                  | -                  | -          | -          | -          | ?      | ?      |
| 2011          | Nordkjosbotn  | 3D            | ?          | ?          | CN              | ?               | ?               | -                  | -                  | -                  | -          | -          | -          | ?      | ?      |
| 2013          | Tromsø        | ES            | 9          | 0          | CN              | 0               | 0               | UEL                | 4                  | 0                  | -          | -          | -          | 13     | 0      |
| 2014          | Tromsø        | 1D            | 26         | 0          | CN              | 2               | 0               | UEL                | 0                  | 0                  | -          | -          | -          | 28     | 0      |
| 2015          | Tromsø        | ES            | 28         | 3          | CN              | 2               | 0               | -                  | -                  | -                  | -          | -          | -          | 30     | 3      |
| 2016          | Tromsø        | ES            | 24         | 1          | CN              | 3               | 1               | -                  | -                  | -                  | -          | -          | -          | 27     | 2      |
| 2017          | Tromsø        | ES            | 25         | 1          | CN              | 2               | 0               | -                  | -                  | -                  | -          | -          | -          | 27     | 1      |
| 2018          | Tromsø        | ES            | 29         | 5          | CN              | 3               | 0               | -                  | -                  | -                  | -          | -          | -          | 32     | 5      |
| 2019          | Tromsø        | ES            | 27         | 1          | CN              | 1               | 0               | -                  | -                  | -                  | -          | -          | -          | 28     | 1      |
| 2020          | Tromsø        | 1D            | 27         | 11         | -               | -               | -               | -                  | -                  | -                  | -          | -          | -          | 27     | 11     |
| Totale Tromsø | Totale Tromsø | Totale Tromsø | 195        | 22         |                 | 13              | 1               |                    | 4                  | 0                  |            | -          | -          | 212    | 23     |
| Totale        | Totale        | Totale        | 195+       | 22+        |                 | 13+             | 1+              |                    | 4                  | 0                  |            | -          | -          | 212+   | 23+    |